# Adormirea Maicii Domnului

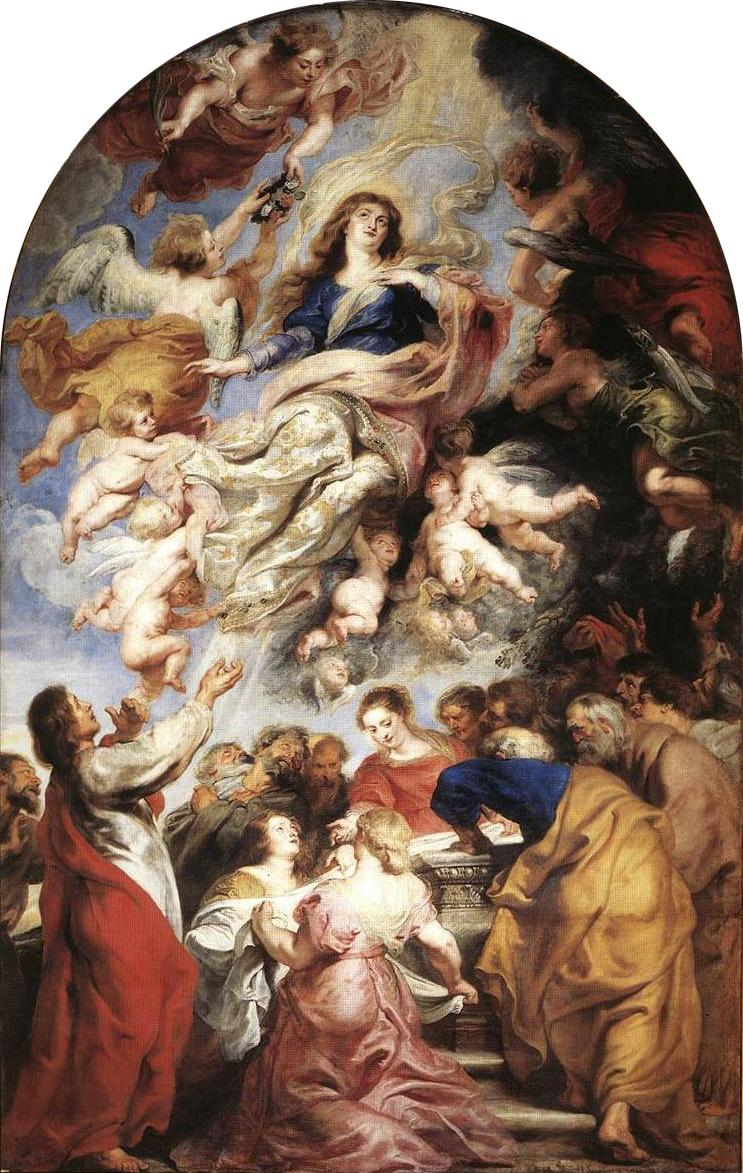
Adormirea Maicii Domnului,
lucrare de Rubens (1626)

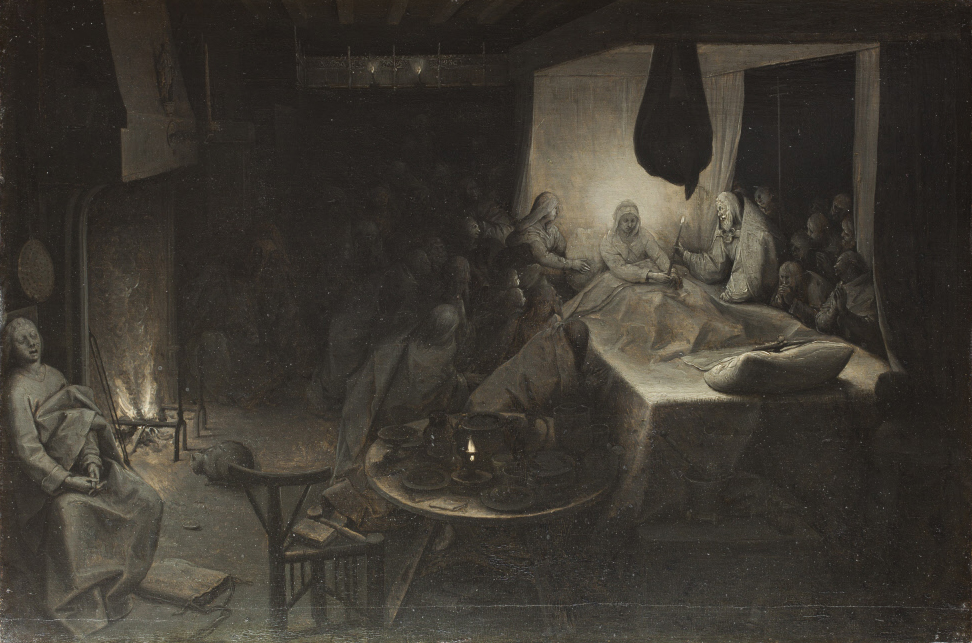
Adormirea Maicii Domnului,
lucrare de Bruegel (1564)

Adormirea Maicii Domnului este o sărbătoare ortodoxă și catolică celebrată pe 15 august, în care se comemorează trecerea Fecioarei Maria din această lume.
Potrivit scrierilor apocrife despre Adormirea Maicii Domnului, Fecioara Maria  și-a trăit ultimii ani pe pământ la Efes, alături de Ioan Evanghelistul. Ea nu a gustat niciodată moartea, ci pur și simplu a adormit, ca toți oamenii, curând după aceea fiind ridicată cu trup și suflet la ceruri (exact ca Isus din Nazaret). Cei care au fost martorii acestui miracol au fost ucenicii lui Isus și prietenii Sf. Maria.

## Istoricul sărbătorii

### Bazele scripturistice
.

## Tradiții

### Biserica Ortodoxă și Greco-Catolică
- Pelerinajul la Mănăstirea Nicula

### Biserica Romano-Catolică
- Ferragosto în Italia
- Binecuvântarea plantelor medicinale în Germania
- Pelerinaj la Maria Radna
- Pelerinaj la Maria Ciclova
- pelerinaj la Cacica (Suceava)

## Literatură
- Duggan, Paul E. (1989). The Assumption Dogma: Some Reactions and Ecumenical Implications in the Thought of English-speaking Theologians. Emerson Press, Cleveland, Ohio.
- Jean-Claude Michel, L'Assomption de Marie, Éditions des Béatitudes, 1996 ISBN: 978-2840240976
- Simon Claude Mimouni, Dormition et assomption de Marie : histoire des traditions anciennes, Beauchesne, coll. « Théologie historique », 1997 ISBN: 978-2701013206
- Simon Claude Mimouni, Sever Juan Voicu (s. dir.), La Tradition grecque de la Dormition et de l'Assomption de Marie, Éditions du Cerf, coll. « Sagesses chrétiennes », 2003 ISBN: 978-2204069786.
- Constantin Prihoancă: Mariologia Ortodoxă reflectată în imnele mineale. Teză de Licență la facultatea de Teologie Ortodoxă Dumitru Stăniloae Iași 1998.
- Stephen J. Shoemaker: Ancient Traditions of the Virgin Mary's Dormition and Assumption. Oxford University Press, Oxford u. a. 2002, ISBN 0-19-925075-8 (Oxford Early Christian Studies).
- Hermann Sasse: Maria und der Papst – Bemerkungen zum Dogma von der Himmelfahrt Mariae. In: Hermann Sasse: In statu Confessionis. Herausgegeben von Friedrich Wilhelm Hopf. Band 1. Verlag Die Spur, Berlin u. a. 1966; S. 205–217.
- Karl Spiegel: Der Würzbüschel am Feste Mariae Himmelfahrt in Unterfranken, Mitteilungen und Umfragen zur Bayerischen Volkskunde, Neue Folge, 26/27 (1911), S. 201-212